# Estación de Valquejigoso
Valquejigoso es un apeadero que perteneció a la línea Madrid-Almorox de EFE, y posteriormente de FEVE ubicado cerca de las bodegas Valquejigoso y junto al arroyo de Valquejigoso  en el término municipal de Villamanta (Madrid) muy cerca del límite con Castilla-La Mancha. 
Actualmente no queda ningún resto de este apeadero y se encuentra a unos kilómetros de la carretera M-530. 
Se inauguró en el año 1891, concretamente el 15 de julio, igual que el resto de la línea.
Este apeadero se cerró con motivo del cierre de la línea, ya que resultaba deficitaria, el 1 de julio de 1970.

## Líneas
| Procedencia/destino | <Estación  | Línea                                       | Estación> | Procedencia/destino |
| ------------------- | ---------- | ------------------------------------------- | --------- | ------------------- |
| Madrid-Goya         | Villamanta | Madrid-Navalcarnero-Villa del Prado-Almorox | Méntrida  | Almorox-Término     |

## Ubicación de la estación
Se ubica en el municipio madrileño de Villamanta, en la comarca de la Sierra Oeste, provincia y comunidad autónoma de Madrid. 
El punto kilómetro que tenía en la línea era 47+000.
Sus coordenadas aproximadas son: 40.280690, -4.153802.